# Виги
 Тази статия е за британската политическа партия.  За американската вижте Виги (САЩ).  
Виги (на английски: whigs) е название на една от политическите групировки (партии), залегнали в основата на Либералната партия във Великобритания. Самото название „Либерална партия“ е прието през 1839 г., когато тя фактически представлява коалиция на вигите в Камарата на лордовете и на радикалите в Камарата на общините на Парламента.
Отначало това име е дадено на опозицията при крал Чарлз II (1679), с цел иронизирането й - по името на шотландските пуритани (на английски: whigamore, прозвище на шотландските селяни). Първите виги се изказват в подкрепа на закон, лишаващ Джеймс II (тогава още - херцог на Йорк) от право на наследяване на престола след Чарлз II.
Противниците на техните виждания стават известни като тори по ирландския прякор на папистите, опустошаващи страната под предлог възстановяване и защита на кралските права.